# 生野北第一ランプ
生野北第一ランプ（いくのきただいいちランプ）は、兵庫県朝来市にある播但連絡道路のランプ。
和田山IC方面の出入口が設置されているハーフICであり、姫路JCT方面は生野北第二ランプを利用する。

## 接続する道路
- 国道312号

## 周辺
- 生野銀山
- 生野高原
- 銀山湖
- 魚が滝
- 播磨屋本店

## 隣
E95 播但連絡道路
(13) 生野ランプ - (14) 生野北第一ランプ - (15) 生野北第二ランプ